# Кайтен-дзуші

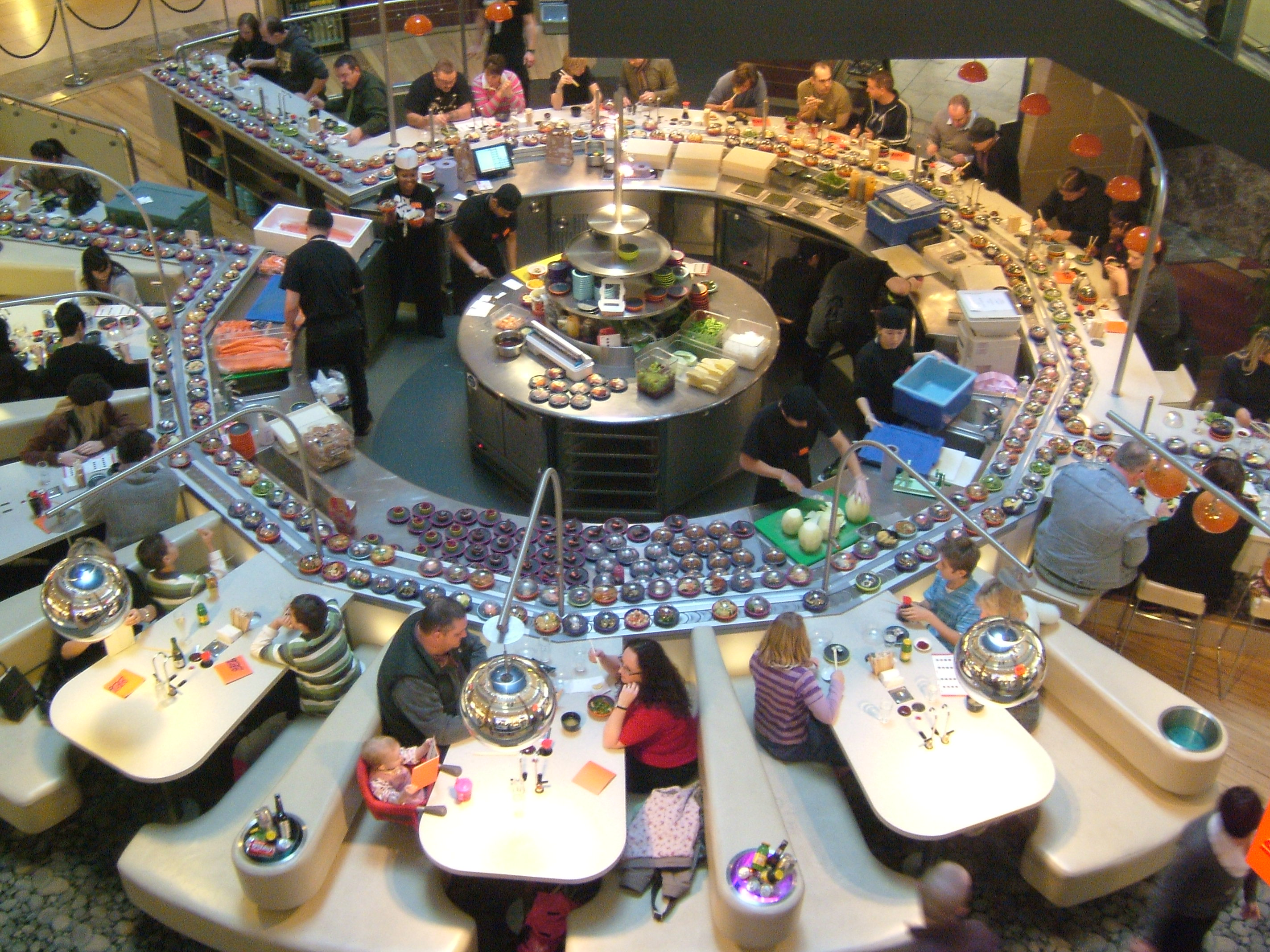
Кайтен-дзуші в торговому центрі «Bluewater», графство Кент, Англія

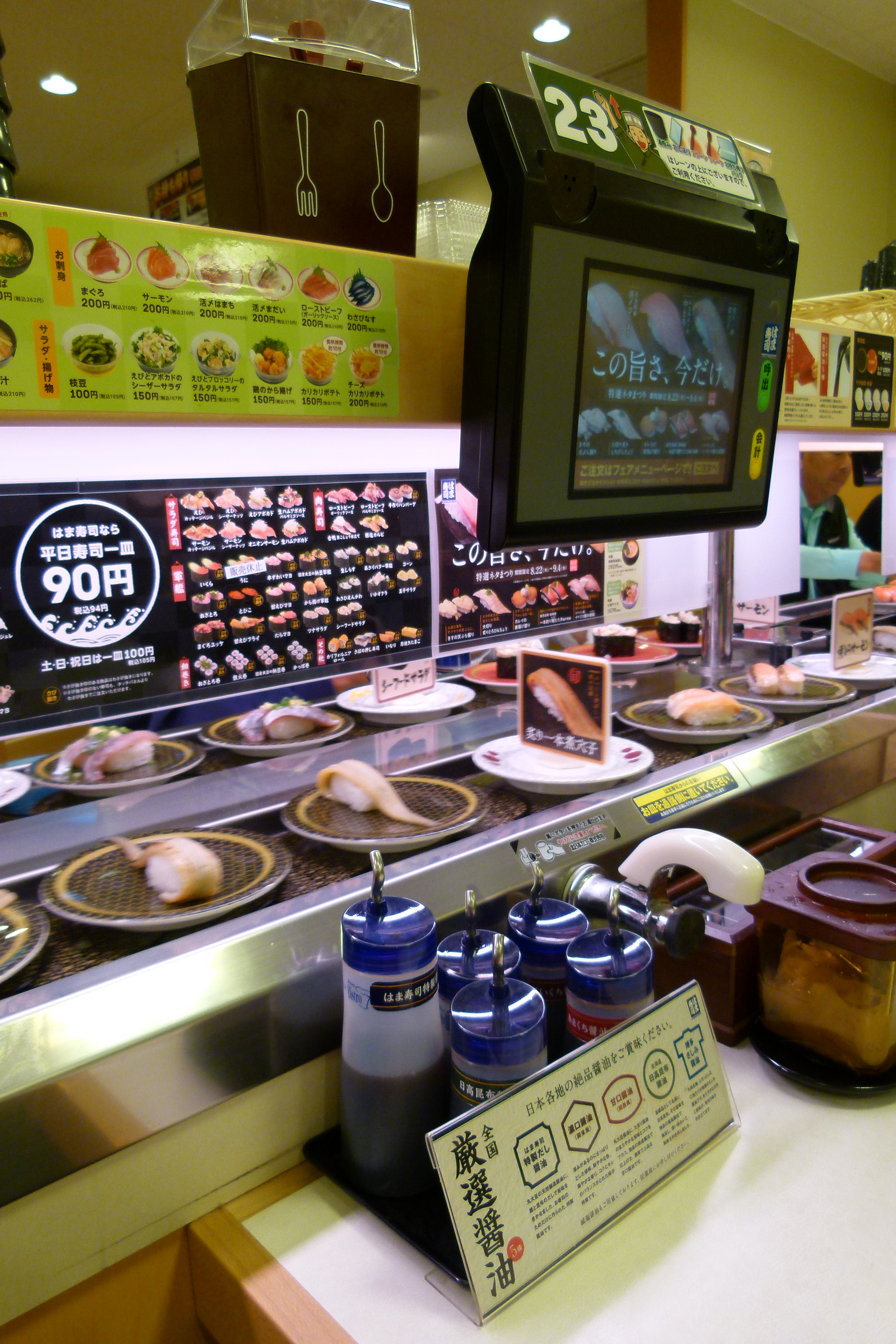
Меню і сенсорна панель для замовлень

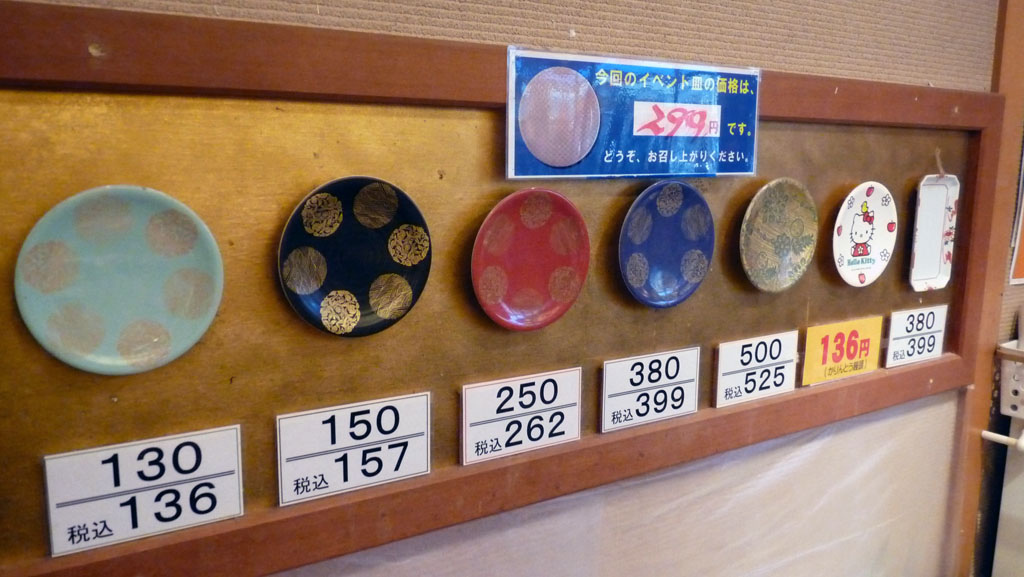
Колір тарілки позначає ціну порції

Кайтен-дзуші (яп. 回転寿司, дослівно «обертання» + «суші»), або суші-карусель (яп. くるくる寿司, куру куру суші) — тип суші-ресторану, що вирізняється наявністю стрічкового конвеєра. Відвідувачі сидять біля конвеєра, на якому безперервно рухаються тарілки з суші, і вибирають ті, які їм припали до смаку.

## Історія
Винахідником такого типу суші-ресторану є Шіраїші Йошіакі (1914—2001), який створив суші-конвеєр, щоб скоротити витрати на утримання ресторану. На винахід Шіраїші надихнула автоматична конвеєрна лінія розливу пива, на розробку першого конвеєра він витратив 5 років. 1958 року Шіраїші відкрив перший у світі Кайтен-Дзуші під назвою «Мавару Ґенроку Суші» в місті Хіґаші-Осака.
Спершу місця для клієнтів у такому ресторані були розташовані таким чином, що кієнти сиділи обличчям до суші-конвеєра, але це було не надто зручно, коли приходили групи. Тож невдовзі перпендикулярно до конвеєра стали додавати столики, на яких могли сидіти шестеро відвідувачів. Ця модифікація дозволила скоротити довжину суші-конвеєра та збільшити кількість посадкових місць.
Бум на кайтен-дзуші почався після всесвітньої виставки Expo'70 в Осаці, на якій демонструвався суші-конвеєр. Згодом конвеєрні суші-ресторани зазнали ще кілька хвиль популярності в 1980-ті та 1990-ті роки й поширилися по всьому світу.
Новим вдосконаленням ресторану кайтен-дзуші стали розташовані на кожному столику сенсорні екрани, на яких у віртуальному акваріумі показано різні види риб; клієнт, натискаючи на екран, вибирає ті види, які йому до вподоби, й, перегодом, він може зняти готову страву і суші-конвеєра.

## Опис
У ресторані кайтен-дзуші столики для відвідувачів розташовуються уздовж конвеєра, повторюючи його шлях. За кожним таким столиком може розміститися один клієнт ресторану. Столики для великих компаній встановлені перпендикулярно до конвеєра. На кожному столику є зелений чай, в пакетиках або як порошок в коробці, та кран з окропом для заварювання чаю. Крім чаю там є гарі, маринований імбир для суші. Все це надається безкоштовно і без обмежень.
Для вибору страви достатньо дочекатися проходження тарілки з обраним варіантом суші повз і зняти її з конвеєра на свій столик. Перед тарілками зі стравами конвеєром рухається тарілка, на якій встановлена табличка з описом. Порції, які довго курсують конвеєром, через певний час прибирають, аби страви завжди залишалися свіжими. Останнім часом ресторани кайтен-дзуші включають в меню не тільки суші, а й інші страви: рамен, карааге, солодкі десерти тощо. Якщо потрібної страви (виду суші) не виявилося на конвеєрі, в залежності від типу ресторану її можна замовити безпосередньо у шеф-кухаря, який перебуває за конвеєром, або зробити замовлення за допомогою голосового комунікатора чи сенсорної панелі. Замовлення доставляють на тому ж конвеєрі або безпосередньо замовнику.
Ціна кожної порції визначається за кольором тарілки, в якій ця страва рухається конвеєром. Зазвичай, існує фіксований набір цін, наприклад, 150, 200, 500 єн. У деяких ресторанах всі порції мають однакову ціну в 100 єн.
Шеф-кухарі готують страви відразу за конвеєром на виду у відвідувачів або в окремому приміщенні. Для швидкого приготування великої кількості суші можуть застосовуватися суші-роботи.
Після закінчення трапези службовці ресторану виставляють рахунок, перерахувавши кількість тарілок кожного кольору. Це може робитися вручну; у технічно оснащених ресторанах тарілки опускають у рахівну машину або скануються пристроєм, що реагує на мікрочипи, прикріплені до кожної тарілки.